# 法布里斯·科拉
法布里斯·科拉（法語：Fabrice Colas，1964年7月21日—），法国男子自行车运动员。他曾代表法国参加1984年和1988年夏季奥林匹克运动会自行车比赛，其中1984年奥运会获得一枚铜牌。